# 성북구
성북구(城北區)는 대한민국 서울특별시의 북동부에 있는 자치구이다. 성북의 명칭은 이 지역에 있던 성북동(城北洞)에서 나왔다.

## 역사
- 1949년 8월 13일 동대문구 일부(돈암동, 안암동, 종암동, 성북동)와 경기도 고양군 숭인면(석관리, 장위리, 번리, 우이리, 수유리, 월곡리, 미아리, 정릉리)을 관할로 하여 성북구가 설치되었고[4], 고양군 숭인면에서의 편입지역을 관할하는 성북구 숭인출장소도 같은 날 설치되었다. 숭인출장소의 관할 지역은 석관리, 장위리, 번리, 우이리, 수유리, 상월곡리, 하월곡리, 미아리, 정릉리였다.[5] 법정동인 안암동을 1·2·3·4·5가로 분할하고, 돈암동 일부를 행정동인 동소문동, 동선동 및 삼선동으로 분동하였다.
- 1950년 숭인출장소 소속 "리"가 모두 "동"으로 명칭이 바뀌었다.
- 1962년 12월 12일 경기도 양주군 노해면을 편입하였다.[6]
- 1963년 1월 1일 돈암동 일부를 분리하여 법정동인 동소문동 1·2·3·4·5·6·7가, 동선동 1·2·3·4·5가 및 삼선동 1·2·3·4·5가를 설치하였다.[7]
- 1973년 7월 1일 일부 행정구역이 새로 설치된 도봉구로 분리되었다.[8]
- 1975년 10월 1일 일부 행정구역이 성북구로 편입되었다.[9]
- 2007년 12월 30일 성북1동과 성북2동, 동소문동 일부를 성북동으로, 삼선1동과 삼선2동, 동소문동 일부를 삼선동으로, 동선1동과 동선2동을 동선동으로, 길음2동을 길음1동으로, 종암1동과 종암2동을 종암동으로, 석관1동과 석관2동을 석관동으로, 월곡3동과 4동을 월곡1동으로, 상월곡동을 월곡2동으로 합동하고 길음3동을 길음2동으로 개칭하였다.[10]

## 지리
성북구는 북한산 아래에 위치해 있다. 성북에는 서울성곽, 북한산성과 같은 방위시설 등의 유적지가 유달리 많고 북한산 진흥왕순수비에서 보듯이 신라와 고구려의 접경지로 각종 문화유산이 많으며, 특히 병자호란 때 여진족이 한성의 부녀자를 붙잡아 갔다는 미아리고개(수유령)는 한국전쟁 때에도 많은 시민이 끌려간 곳으로 “단장의 미아리고개”라는 노래말로 더욱 유명하다.
대일외국어고등학교 및 국민대학교, 고려대학교 등 명문 학교가 자리를 함께 하고 있어 지성과 교양이 가득한 고장으로 평가를 받고 있으며 수도권 지하철 4호선, 6호선 개통과 함께 도시의 다양화 현상이 두드러지게 나타나 의정부 등 서울 북부 외곽지역과 도심을 연결하는 부도심권으로서 그 발전이 매우 기대되는 지역이다.

## 행정 구역

행정구역도

성북구의 행정 구역은 39개의 법정동과 20개의 행정동으로 구성되어 있다. 성북구는 1949년 8월 13일 설치되었으며(동대문구 일부 지역과 고양군 숭인면 일부지역포함), 1988년 5월 1일 구단위 지방자치단체를 시행하여 자치구로 승격되었다. 성북구의 면적은 24.57km2이며, 서울시의 4.05%를 차지한다. 인구는 2011년 12월 31일을 기준으로 199,398세대, 494,422명이다.
| 행정동    | 한자      | 면적 (km2) | 세대    | 인구 (명) |
| --------- | --------- | ---------- | ------- | --------- |
| 성북동    | 城北洞    | 2.85       | 8,718   | 19,868    |
| 삼선동    | 三仙洞    | 0.89       | 12,272  | 28,027    |
| 동선동    | 東仙洞    | 0.72       | 8,292   | 16,641    |
| 돈암제1동 | 敦岩第1洞 | 0.49       | 6,340   | 16,891    |
| 돈암제2동 | 敦岩第2洞 | 0.55       | 8,221   | 24,140    |
| 안암동    | 安岩洞    | 1.32       | 8,845   | 18,521    |
| 보문동    | 普門洞    | 0.55       | 6,893   | 14,969    |
| 정릉제1동 | 貞陵第1洞 | 0.48       | 7,710   | 21,170    |
| 정릉제2동 | 貞陵第2洞 | 1.23       | 9,678   | 24,806    |
| 정릉제3동 | 貞陵第3洞 | 3.58       | 7,989   | 18,651    |
| 정릉제4동 | 貞陵第4洞 | 3.18       | 10,933  | 28,253    |
| 길음제1동 | 吉音第1洞 | 0.74       | 12,974  | 37,481    |
| 길음제2동 | 吉音第2洞 | 0.58       | 9,028   | 20,670    |
| 종암동    | 鍾岩洞    | 1.46       | 17,495  | 43,981    |
| 월곡제1동 | 月谷第1洞 | 0.83       | 11,076  | 29,408    |
| 월곡제2동 | 月谷第2洞 | 1.34       | 8,752   | 21,823    |
| 장위제1동 | 長位第1洞 | 0.72       | 10,556  | 27,060    |
| 장위제2동 | 長位第2洞 | 0.82       | 9,563   | 23,412    |
| 장위제3동 | 長位第3洞 | 0.56       | 8,057   | 19,718    |
| 석관동    | 石串洞    | 1.68       | 16,006  | 38,932    |
| 성북구    | 城北區    | 24.57      | 199,398 | 494,422   |

## 인구
서울특별시 성북구의 연도별 인구(내국인) 추이
| 연도   | 총인구    |  |
| ------ | --------- |  |
| 1966년 | 519,510명 |  |
| 1970년 | 979,584명 |  |
| 1975년 | 604,359명 |  |
| 1980년 | 588,347명 |  |
| 1985년 | 583,281명 |  |
| 1990년 | 551,017명 |  |
| 1995년 | 489,626명 |  |
| 2000년 | 459,011명 |  |
| 2005년 | 440,254명 |  |
| 2010년 | 452,704명 |  |
| 2015년 | 456,844명 |  |

## 교통

### 철도
- 서울교통공사

- ● 서울 지하철 4호선

(강북구) ← 길음역 - 성신여대입구역 - 한성대입구역 → (종로구)
- ● 서울 지하철 6호선

(종로구) ← 보문역 - 안암역 - 고려대역 - 월곡역 - 상월곡역 - 돌곶이역 → 석계역 → (노원구)
- 우이신설경전철
  - ● 서울 경전철 우이신설선

(강북구) ← 북한산보국문역 - 정릉역 - 성신여대입구역 - 보문역 → (동대문구)

## 교육 기관
- 국공립대학교

|  | - 한국예술종합학교 (석관동) |

- 사립대학교

|  | - 고려대학교 (안암동) - 국민대학교 (정릉3동) - 성신여자대학교 (동선동) - 동덕여자대학교 (하월곡동) - 한성대학교 (삼선동) - 서경대학교 (정릉3동) |

- 대학원대학교

|  | - 동방대학원대학교 |

- 고등학교

|  | - 대일외국어고등학교 - 석관고등학교 - 동구마케팅고등학교 - 고명정보산업고등학교 - 대일관광고등학교 - 서울도시과학기술고등학교 - 한성여자고등학교 - 용문고등학교 - 경동고등학교 - 성신여자고등학교 - 서울대부설고등학교 - 고대부속고등학교 - 홍대부속고등학교 - 계성고등학교 |

- 중학교

|  | - 개운중학교 - 고대부속중학교 - 고명중학교 - 길음중학교 - 남대문중학교 - 동구여자중학교 - 북악중학교 - 삼선중학교 - 서울대부설중학교 - 석관중학교 - 성신여자중학교 - 숭곡중학교 - 용문중학교 - 월곡중학교 - 장위중학교 - 종암중학교 - 한성여자중학교 - 홍대부속중학교 |

- 각종학교

|  | - 서울초원학교 - 경동고등학교 부설 방송통신고등학교 |

- 특수학교

|  | - 서울다원학교 |

## 자매 도시
| 지역 & 국가    | 도시           | 도시   |
| -------------- | -------------- | ------ |
| 대한민국       | 강원특별자치도 | 삼척시 |
| 대한민국       | 강원특별자치도 | 영월군 |
| 대한민국       | 경기도         | 이천시 |
| 대한민국       | 전라남도       | 담양군 |
| 대한민국       | 전북특별자치도 | 고창군 |
| 대한민국       | 충청남도       | 예산군 |
| 대한민국       | 충청북도       | 제천시 |
| 중화인민공화국 | 베이징시       | 순이구 |